# 奧雲灣
奧雲灣（英語：Owen Sound）是加拿大安大略省西南部一座城市，坐落喬治亞灣的奧雲内灣盡頭，為格雷縣的縣治。據2011年加拿大人口普查所示，奧雲灣有21688名居民，都會區人口則達32092人。
此帶為歐及布威族原住民的傳統聚落。1815年，英國皇家海軍中將威廉·費茨威廉·奧雲（William Fitzwilliam Owen）在此勘探，並將此喬治亞灣内灣以其兄長皇家海軍上將愛德華·奧雲（Edward Owen）命名為奧雲内灣。内灣畔的聚落於1841年成立，當時稱為錫德納姆（Sydenham），到1851年則改稱奧雲灣，再於1857年正式設立地方政府。
奧雲灣為安大略省6號、10號、21號和26號公路的交匯處：6號公路自此向北通往布魯斯半島，往南伸延至貴湖和咸美頓；10號公路往東南伸延至賓頓；21號公路往西伸延至休倫湖畔；26號公路則往東伸延至巴里。

## 外部連結
- （英文）City of Owen Sound （页面存档备份，存于）－奧雲灣市政府官方網站